# Pedro Mejía

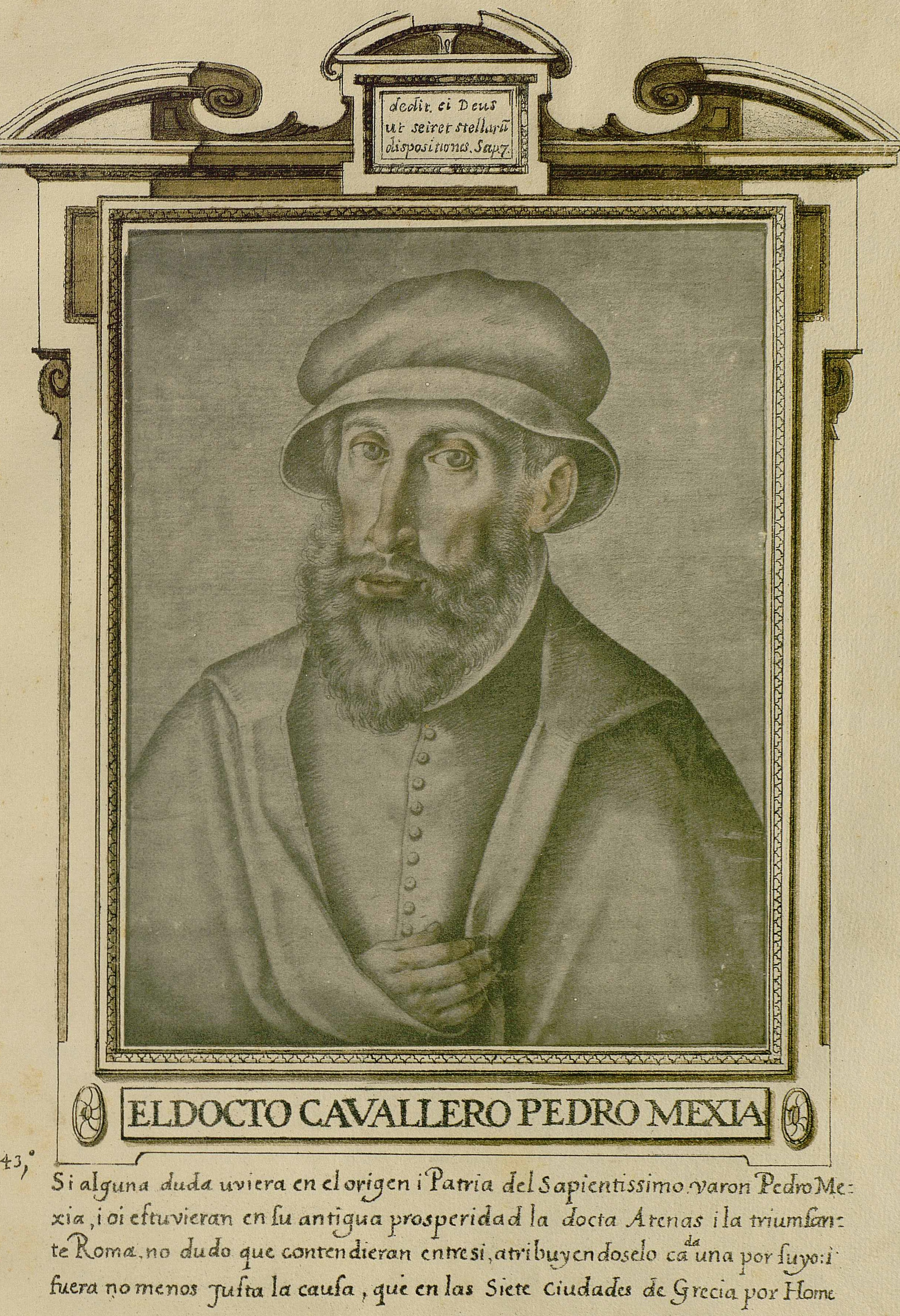
Pedro Mexía por Francisco Pacheco. Libro de descripción de verdaderos retratos de ilustres y memorables varones, Madrid, Biblioteca de la Fundación Lázaro Galdiano.

Pedro Mejía, en grafías y fonología antiguas, Pero Mexia (Sevilla, 1497 - Sevilla, 1551), fue un escritor, humanista e historiador español del Renacimiento.

## Biografía
Estudió humanidades y leyes en Sevilla y Salamanca. Fue veinticuatro de Sevilla y ocupó otros varios cargos en su ciudad natal. Mantuvo correspondencia epistolar con Erasmo de Róterdam, Luis Vives y Juan Ginés de Sepúlveda. A la muerte de Fray Antonio de Guevara fue nombrado en 1548 cronista oficial del emperador Carlos V. 
Con Silva de varia lección (1540), su obra más leída y popular, obtuvo un éxito editorial en toda Europa, de forma que la obra fue ampliada en una segunda edición a finales del mismo año, con diez capítulos añadidos a la tercera parte y con una cuarta parte, aparecida en la edición de Valladolid (1551), la última añadida y corregida por Pedro Mejía. Se reimprimió 17 veces en el mismo siglo XVI y fue traducida al italiano (1542), al francés (1552) y al inglés (1571). En conjunto, la Silva alcanzó 31 ediciones en español, y 75 en lenguas extranjeras, en el plazo de un siglo. Se trata de una enciclopédica miscelánea o mezcla de materias del más diverso interés que supone el repertorio de saber humanístico más ameno de la época. Es obra que toma materiales de las Noches áticas de Aulo Gelio, del Banquete de los sofistas de Ateneo, de las Saturnales de Macrobio, de los Hechos y dichos memorables de Valerio Máximo, de los Inventores de todas las cosas de Polidoro Virgilio, de las Moralia y las Vidas paralelas de Plutarco y, sobre todo, de la Historia natural de Plinio el Viejo, así como de Erasmo de Róterdam. Hay huellas de esta obra miscelánea en Mateo Alemán, Miguel de Cervantes, Shakespeare y Montaigne, por mencionar solo unos cuantos autores. 
Redactó una Historia Ymperial y Cesárea (Sevilla, 1545), que repasaba la vida de varios emperadores, desde Julio César hasta Maximiliano I. En 1547 y en Sevilla publicó sus seis Coloquios y diálogos, diálogos donde ofrece un interesante panorama sobre las cuestiones más diversas, desde astronomía a costumbres y creencias de la época. Como cronista oficial del emperador, empezó a escribir en 1548 una Historia de Carlos V que dejó incompleta al fallecer en 1551; lo que queda llega hasta la coronación imperial en Alemania en 1520.
Fue enterrado en Sevilla en la Iglesia de Santa Marina, donde se conserva la lápida de su sepultura con una inscripción en latín.